# Вилењаци (Толкин)
У легендаријуму Џ. Р. Р. Толкина, Вилењаци су једна од раса које насељавају Арду. Појављују се у „Хобиту“, као и у „Господару прстенова“, али њихова сложена историја је у целости описана само у „Силмарилиону“, који је састављен и објављен након Толкинове смрти. Више детаља о њима је дато у ауторовим списима које је након очеве смрти приредио и објавио Кристофер Толкин као „Незавршене приче“ и „Историју Средње земље“. „Историја Средње земље“ открива и њихов развој у текстовима и концепту, зато што је Толкин писао о Вилењацима дуго пре него што је објављен „Хобит“.

## Развој

### Рани записи
Традиционалне виле и вилењаци викторијанског доба се често појављују у Толкиновој раној поезији и имају утицај на његов каснији рад, делимично и због утицаја које је извођење Петра Пана Џ. М. Барија у Бирмингему 1910. године оставило на њега, као и због свог познавања радова католичког мистичког песника Френсиса Томпсона које је Толкин прибавио 1914.
Као филолога, Толкиново занимање за језике га је навело да осмисли неколико сопствених језика у тренуцима доколице. Разматрајући природу оних који би могли говорити те језике, и које приче би они могли да испричају, Толкин се поново вратио концепту вилењака.

### Књига изгубљених прича (1917—1927)
У најранијим концептима прича које дају контекст вилењачких језика, у „Књизи изгубљених прича“, Толкин развија тему према којој је раса малих вила и вилењака некада била велики и моћан народ, и да су ти Вилењаци „опали“ како су Људи преузимали доминацију на свету.
Ови велики Вилењаци су створени под утицајем оних из нордијске митологије, нарочито „Љосалфара“, боголиких светлих вилењака човечије висине, а проистичу из средњовековних дела попут „Сер Орфеј“, велшког „Мабиногиона“, артуровских романси и легенде о племенима богиње Дану. Џон Гарт је такође помињао Племена богиње Дану када је објашњавао да је Толкин у сусштини прерађивао ирску вилењачку традицију.
Келтска митологија је имала снажан утицај на Толкиново писање о Вилењацима и неке од прича које је Толкин описао као њихове 'легенде' су под њеним директним утицајем. На пример, „Бег Нолдора“ је базиран на племенима богиње Дану, и њихова селидбена природа потиче из ране ирске/келтске историје.
Име „Ингве“ (и првим белешкама - „Инг“), које је Толкин дао најстаријем од Вилењака и његовом клану је слично имену бога Ингви-Фрејра из нордијске митологоје, коме је дата власт над Алфхајмом (вилин-свет) као дар. Тери Гунел такође тврти да је веза између лепих бродова и Вилењака реминисценција Фрејровог оца Њорда, нордијског бога ветра и мора, и Скидбландира, Фрејровог брода.
Високи Вилењаци су такође инспирисани Толкиновим хришћанским одгојем. Представљали су стање људи у рајском врту који још нису пали - слични људима, али узвишенији и мудрији, са већим духовним моћима, оштријим чулима и већом љубављу према природи. Толкин је писао о њима:
Њих је направио човек према свом лику и обличју, али ослобођене оних ограничења за која сматра да га највише оптерећују. Они су бесмртни, и њиховом вољом се директно постижу ефекти имагинације и жудње.
У „Књизи изгубљених прича“ Толкин говори о озбиљнијем, „средњовековном“, типу вилењака, попут Феанора и Тургона, али и о слободнијем, слободоумнијем типу вилењака попут Лутијене. Он задржава у употреби и келтски термин „fairy“ (вила) за иста створења.
Поред идеје стварања високих Вилењака, Толкин је развио и идеју деце која посећују Валинор, острвску домовину Вилењака, у својим сновима. Вилењаци би такође долазили деци ноћу и тешили је ако би била узнемирена. Ова тема, која повезује вилењаке са дечјим сновима и ноћна путовања је највећим делом касније занемарена.

### Хобит (1930—1937)
Поред „Књиге изгубљених прича“, Даглас Андерсон објашњава како је и у „Хобиту“ Толкин поново употребио оба типа вилењака, озбиљнији „средњовековни“ тип који су представљали Елронд и шумски вилин-краљ, али и фриволне вилењаке, попут оних у Ривенделу.

### Квента Силмарилион (око 1937)
Године 1937, након што је издавач, коме су сметала „сва та упадљива келтска имена“ која је Толкин дао својим Вилењацима, одбио његов рукопис „Силмарилиона“, Толкин је оспорио да имена имају келтско порекло:
Да ли је уопште потребно говорити да она нису келтска? Нису ни приче. Ја знам келтске приче (многе од њих на њиховим оригиналним језицима ирском и велшком), и осећам извесно гађење према њима: првенствено због њиховог фундаменталног бесмисла. Оне имају неку светлост у себи, али су попут умрљаног и полупаног прозора који је сакупљен у целину без реда. Оне, заправо, јесу луде, као што ваш читалац каже, али ја не верујем да сам и ја луд. (Карпентер 1981, 26)
Димитра Фими сматра да су ови наводи пре продукт његове англофилије него коментарисање самих текстова или њиховог стварног утицаја на његово писање и наводи доказ за овај ефекат у свој есеју "Mad" Elves and "elusive beauty": some Celtic strands of Tolkien's mythology.

### Господар прстенова (1937—1949)
Тери Ганер наводи да су имена германских богова Фрејра и Фреје (господар и госпа) дата и Келеборну и Галадријели у „Господару прстенова“. Према Тому Шипију, тема опадања, од Вилењака до вилењака, се поново поново појављује у Галадријелином дијалогу.

Пишући 1954, током пробног штампања „Господара прстенова“, Толкин је тврдио да вилењачки језик Синдарин има:
лингвистичке карактеристике веома налик (али не и идентичне са) велшком језику ... стога изгледа да одговара потпуно келтском типу легенди и прича које су испричали његови говорници (Carpenter 1981, 26)
У истом писму Толкин иде чак дотле да каже како Вилењаци имају јако мало везе са европским вилењацима или вилама, и да они представљају људе са великим уметничким даром, већом лепотом и дужим животним веком. Толкин каже како је Вилењачко порекло давало једину праву узвишеност коју су Људи Средње земље могли имати.
Толкин је такође Вилењаке у „Господару прстенова“ сматрао за главне кривце за зла која су спопала Средњу земљу, зато што су (независно од Саурона) направили три прстена како би зауставили пропадање њихових краљевстава у смртним земљама и како би покушали да зауставе неизбежну промену и нови раст.

## Историја

### Порекло
Према првобитној замисли, насталој током првих деценија двадесетог века, Ингве, Финве и Елве (према њиховим коначним именима) су били најстарији Вилењаци. До 1959. или 1969, Толкин је већ био написао детаљну причу о буђењу Вилењака, коју је назвао Куивиенјарна (Cuivienyarna), која је била део приче „O Квендима и Елдарима“ у „Рату Драгуља“, једанаестом тому „Историје Средње земље“. Ингве, Финве и Елве су према тој причи постали први изасланици и краљеви Вилењака. Ова прича, у сличном облику, била је укључена и у „Силмарилион“.
Према најранијим наводима, прве Вилењаке Еру пробудио је на обали Кујвијенена током година Дрвећа у Првом добу. Они су се пробудили под звездама обасјаним небом, пошто Сунце и Месец још нису постојали. Први Вилењаци су се пробудилу у паровима: Имин („први“) и његова жена Иминје, Тата („други“) и Татије те Енел („трећи“) и Енелје.
Имин, Тата и Енел и њихове жене су се удружили и шетали кроз шуме. Наишли су на шест, девет и дванаест парова Вилењака и сваки патријарх је одредио парове као део свог народа. Сада је шездесет Вилењака живело поред воде и смишљали су поезију и музику на Средњој земљи (на континенту). Трагавши даље, наишли су на још 18 парова Вилењака који су гледали у звезде, које је Тата прихватио као своје. Они су били високи и тамнокоси и били су очеви већине Нолдора. Деведесет шест Вилењака су сада измишљали нове речи. Настављајући своје путовање, нашли су још двадесет четири пара Вилењака, певајући без језика, и Енел их додаде свом народу. Ово су били преци већине Линдара (певача), који су касније названи Телерима. Нису пронашли више Вилењака. Иминов народ, који су били најмањи по броју, су преци Ванјара. Свеукупно, било је 144 Вилењака. Како су сви вилењаци били нађени у групама од по дванаест, дванаест је постао њихов основни број а 144 (задуго) њихов највећи број, и ниједан од каснијих вилењачких језика није имао заједнички назив за веће бројеве.
Открио их је Вала Ороме их је открио, који је донео вести о њиховом буђењу у Валинор.
У „Силмарилиону“ се наводи да је Мелкор, мрачни господар, заробио неке од залуталих Вилењака, изопачио их и унаказио све док нису постали Орцима. Међутим, Толкину није одговарала ова прича о пореклу Вилењака, па је развио друге теорије о пореклу Оркова.

### Подела
Валари су одлучили радије да позову Вилењаке у Валинор него да их оставе да бораве на месту где су се првобитно пробудили, покрај језера Кујвијенен на крајњем истоку Средње земље. Послали су Оромеа, који је повео Ингвеа, Финвеа и Елвеа као изасланике у Валинор.
По повратку у Средњу земљу, Ингве Финве и Елве су убедили највећи део Вилењака да пођу на пут у Валинор. Ипак, нису сви Вилењаци били вољни да прихвате позив и они који нису су познати као Авари, Невољни.
Остале је Ороме назвао Елдарима, народом звезда, и они су узели Ингвеа, Финвеа и Елвеа као своје вође и постали Ванјарима, Нолдорима и Телерима. На њиховом путовању, неки од Телера су се уплашили при погледу на Маглене планине и нису се усудили да их пређу. Вратили су се назад и остали у долинама Андуина, и постали су Нандорима. Њихов вођа је био Ленве.
Ороме је остале повео преко Маглених планина и Еред Линдона у Белеријанд. Тамо се Елве изгубио и Телери су заостали тражећи га. Ванјари и Нолдори су прешли на пловеће острво које је Улмо померио у Валинор.
Неколико година касније, Улмо се вратио у Белеријанд у потрази за Телерима. Како Елве још увек није био пронађен, велика група Телера узе његовог брата Олвеа за вођу и они су превежени у Валинор. Међутим, неки Телери су остали, трагавши за Елвеом, а други су остали на обалама, дозвани од Осеа. Они су узели Кирдана за свог вођу и постали су Фалатримима. Сви Телери који су остали у Белеријанду су касније били познати као Синдари.
напомена: Ингве, Финве и Елве нису Имин, Тата и Енел

### Изгнанство
У Валинору је Феанор, син Финвеов, и највећи од свих Нолдора, направио Силмариле у којима је ухватио светлост Два Дрвета која су обасјавала Валинор. Након три доба проведена у Дворанама Мандоса, Мелкор је био ослобођен. Он је убрзо потом раширио своју злобу међу Нолдорима, да би на крају убио Финвеа и украо Силмариле, због чега га је Феанор назвао Морготом (квен. Мрачни непријатељ). Феанор и његови синови су се тада заклели да ће узети Силмариле натраг и повели велику војску Нолдора у Белеријанд.

### Битке Белеријанда
За то време, у Белеријанду, Елве је био пронађен и венчао се са Мајом Мелијаном. Елве је био сматран за врховног господара Белеријда и његово име на језику Белеријанда је било Елу Тингол (Синдарин: сиви огртач). Након Прве битке Белеријанда, током првог уздизања Месеца, Нолдори су пристигли у Белеријанд. Они су држали опсаду над Ангбандом готово 400 година, али су на крају били поражени.
Тада је Еарендил Морепловац, полувилењак од рода Финвеа, отпловио у Валинор да моли за помоћ Валара. Нолдорима је дозвољено да се врате у Аман, а Валари су започели „Рат Бесних“, у коме је Моргот коначно побеђен.

### Друго и Треће доба
Након „Рата Бесних“ Валари су позвали све Вилењаке да се врате у Валинор. Многи су прихватили, али неки су остали. Доком Другог доба они су основали своја краљевства у Линдону, Ерегиону и Мркој шуми. Саурон, бивши Морготов војсковођа је водио рат против њих, али су га они, уз помоћ Нуменорејаца, поразили.
Током другог и Трећег доба они су штитили своја краљевства уз помоћ Прстенова моћи, али су након Рата Прстена она још више пресахла, и највећи део Вилењака је напустио Средњу земљу и отишао у Валинор. Толкинови објављени радови дају донекле контрадикторне наговештаје о судбини Вилењака у Средњој земљи након што је Јединствени прстен уништен на крају Трећег доба.
По уништавању Јединственог, и моћ вилењачких прстенова би такође била окончана и доба Људи би отпочело. Вилењаци који би одабрали да остану у Средњој земљи би били осуђени на споро опадање све док, према Галадријелиним речима, не би избледели и постали прастари народ долина и пећина и ускраћени за значајан део своје пређашње моћи и узвишености. Док би моћ преосталих Нолдора одмах опала, блеђење Вилинрода је био феномен који би се дешавао током стотина и хиљада година. Заправо, све до нашег времена, у коме би случајни сусрети са Вилењацима испуњавали наше народне приче и фантазије.
У „Господару прстенова“ постоје многи наговештаји на продужени боравак Вилењака у Средњој земљи током раних година Четвртог доба. Еладан и Елрохир, синови Елрондови, се не придружују свом оцу на броду којим Носиоци прстена и важније вође Вилењака отпловљавају из Сивих Лука у Валинор. Каже се да су они остали у Линдону неко време. Наводи се (у додатку А) да је Келеборн додао већи део јужне Мрке шуме свом краљевству Лотлоријену на крају трећег доба, али на другом месту Толкин наводи како је Келеборн живео неко време у Линдону пре него што је отишао у Валинор.
Толкин такође помиње да су се Вилењаци преселили у Итилијен током владавине краља Елесара и да су му помогли у обнови Гондора. Углавном су живели у јужном Итилијену, уз обале Андуина. Наговештено је да су Вилењаци наставили да живе и у Сивим Лукама, бар неко време. Толкин наводи да је Сем Гемџи отпловио из Лука неколико деценија по Елрондовом одласку, упућујући да су неки Вилењаци ипак преостали у Митлонду. Леголас је отпловио у Валинор по Елесаровој смрти, а наводи у „Господару прстенова“ указују да је Леголас лично начинио тај брод.
У „Причи о Арагорну и Аруени“, која се налази у додатку А, Толкин описује Средњу земљу из које је већина Вилењака већ отишла. Већина оних који су остали су живели у Мркој шуми, док је много мања популација била у Линдону. Арагорн говори о напуштеним вртовима Елронда у Ривенделу. Након Елесарове добровољне смрти, Аруена одлази у Лорјен, који је описан као потпуно напуштен, и предаје свој дух.